# Ichneumon falsator
Ichneumon falsator är en stekelart som beskrevs av Charles Joseph de Villers 1789. Ichneumon falsator ingår i släktet Ichneumon och familjen brokparasitsteklar. Inga underarter finns listade i Catalogue of Life.